# Magnolia rostrata
Magnolia rostrata — вид рослин з родини Магнолієві (Magnoliaceae), що зустрічається в Гімалаях (також в Тибеті, Юньнані та М’янмі). Дану магнолію занесено до червоного списку МСОП як вид, що перебуває під загрозою зникнення в зв'язку з втратою середовища існування.

## Опис
Вид є листопадним деревом 12-30 м заввишки, з попелясто-сірою корою. Листя велике, 40-50 см завдовжки і 20-30 см завширшки, оберненояйцевидне, заокруглене, згори глянцеве та яскраво-зелене, знизу рудувате. Квіте влітку, після появи листя. Квіти білі, з легким рожевуватим відтінком, ароматні, до 15 см в діаметрі. Аромат квітів нагадує запах дині. Плід — шишкоподібна багатолистянка, що закінчується своєрідним кривим дзьобом.

## Вирощування
Magnolia rostrata вирощується як декоративне дерево в садах.

## Список посилань
1. ↑  Backyard: Magnolia Rostrata ( Beaked Magnolia ). Архів оригіналу за 5 грудня 2020. Процитовано 6 лютого 2021.